# I'm Working on a Building
〈I'm Working on a Building〉은 서던 가스펠에 속하는 미국의 영가다. 서던 가스펠에서 고전으로 취급되는 곡이다. 카터 패밀리, 빌 먼로, 엘비스 프레슬리, 오크 리지 보이즈, B. B. 킹, 존 포거티 등의 음악가가 취입한 바 있다.

## 내력
전승되어 내려오는 곡들 중 한 곡에 릴리언 보울스(Lillian Bowles), 위니프레드 오 호일(Winifred O. Hoyle)이 썼음이 기록되어 있다. 다만, 이 곡 자체는 예의 버전보다 좀더 긴 역사의 민요로서 존재해 있었음을 감안해야 한다. 도시 G. 볼턴의 1929년 책 《고성가집》(Old Songs Hymnal)에는 본 곡의 초판이 채록되어 있다. 이 책에서는 본 곡을 칼립소 느낌이 나고 있으며, 이로써 추측해 보건대 플로리다나 카리브해 지역에서 기원되지 않았을까, 하고 추측하고 있다.
이 곡은 1934년 카터 패밀리가 블루 버드 레코드에서 서던 가스펠풍으로 내면서부터 유명세를 얻는다(A. P. 카터 명의). 블루그래스의 아버지 빌 먼로의 경우, 팬들의 쇄도하는 요청 세례를 받고 정규 세트리스트에 추가했다. 그가 이 곡에 나타난 건축적 은유를 마음에 들어했던 것도 한 이유였다. 카터 패밀리가 취입한 판은 현대의 것보다 훨씬 오래 전의 판에 기해 있는 것으로 보인다. 이 판은 존 웨슬리 워크 3세가 채록하여 1940년 곡집 《미국 흑인가 및 영가》(American Negro Songs and Spirituals)에 실려 출판된다.
블루스 음악인 B. B. 킹이 아직 노상 음악가였던 시절에 접했던 곡이었으며, 이후 경력 초기까지 정규적으로 연예한 곡이 되었다. 존 포거티도 취입하여 솔로 앨범 《The Blue Ridge Rangers》에 수록했다.